# Atasu
Atasu é uma vila e uma nagar panchayat no distrito de Auraiya, no estado indiano de Uttar Pradesh.

## Demografia
Segundo o censo de 2001, Atasu tinha uma população de 10,602 habitantes. Os indivíduos do sexo masculino constituem 54% da população e os do sexo feminino 46%. Atasu tem uma taxa de literacia de 66%, superior à média nacional de 59.5%; com 61% para o sexo masculino e 39% para o sexo feminino. 17% da população está abaixo dos 6 anos de idade.